# Mária Urbanik
Mária Urbanik, eigentlich Mária Urbanikné Rosza, geboren als Mária Rosza (* 12. Februar 1967 in Törökszentmiklós), ist eine ehemalige ungarische Leichtathletin, die im Gehen erfolgreich war.

## Sportliche Karriere
Mária Urbanik startete für den Békéscsabai AC. Sie wurde 1190 und 1991 als Mária Rosza ungarische Meisterin im 10-km-Gehen. Nach dem Namenswechsel durch Heirat siegte sie 1993, 1994, 1995 und 2001. 1996, 1999 und 2001 gewann sie den Titel im 20-km-Gehen. Hinzu kamen drei Hallentitel im 3000-Meter-Bahngehen, das allerdings von 1995 bis 2002 nicht ausgetragen wurde.

### Mária Rosza
Bei den Europameisterschaften 1986 in Stuttgart stand erstmals ein Wettbewerb im Frauengehen auf dem Programm. Rosza belegte den 18. Platz in 51:05 Minuten mit fast fünf Minuten Rückstand auf die Medaillenränge. Die zweite Ungarin im Feld Ildikó Ilyés gab auf. 1988 bei den Halleneuropameisterschaften in Budapest belegte Ilyés den vierten Platz, Rosza wurde Fünfte.
1990 bei den Europameisterschaften in Split traten drei Ungarinnen an. Rosza wurde in 45:54 Minuten Neunte, Ilyés belegte den 13. und Anikó Szebenszky den 16. Platz. Im August 1991 bei den Weltmeisterschaften in Tokio kam Rosza als 13. in 45:00 Minuten ins Ziel direkt vor ihrer Landsfrau Andrea Alföldi. Im Jahr darauf bei den Olympischen Spielen in Barcelona war Frauengehen erstmals olympisch. 38 von 44 gestarteten Geherinnen kamen in die Wertung. Rosza hatte in 45:50 Minuten eine Minute Rückstand auf die Medaillen. Ilyés wurde 13. und Alföldi belegte den 18. Platz. 1993 bei den Weltmeisterschaften in Stuttgart kam Rosza nach 44:17 Minuten als Zehnte mit einer Minute Rückstand auf die Medaillengewinnerinnen ins Ziel. Alföldi wurde 14. und Ilyés belegte den 20. Platz.

### Mária Urbanikné Rosza
1994 bei den Europameisterschaften 1994 in Helsinki war Urbanik in 45:31 Minuten als 14. einzige Ungarin im Feld. Bei den Weltmeisterschaften 1995 in Göteborg stellte Urbanik in 42:34 Minuten ihre Karrierebestzeit auf, sie erreichte damit den siebten Platz. 1996 bei den Olympischen Spielen in Atlanta benötigte Urbanik als Neunte 43:32 Minuten und hatte etwas über eine Minute Rückstand auf die Medaillengewinnerinnen.
1997 bei den Weltmeisterschaften in Athen wurde das Frauengehen als 10.000-Meter-Bahngehen ausgetragen. Urbanik wurde Zehnte, ihre Landsfrau Anikó Szebenszky war als Siebte beste Ungarin. Zwei Jahre später bei den Weltmeisterschaften 1999 in Sevilla gingen die Frauen 20 Kilometer auf der Straße. Urbanik war als 22. beste Ungarin. Bei ihrer dritten Olympiateilnahme 2000 in Sydney kam Urbanik in 1:34:45 Stunden auf den 18. Platz, über vier Minuten hinter den Medaillengewinnerinnen.
Nach den Olympischen Spielen 2000 kam Urbanik bei internationalen Meisterschaften nicht mehr in die Wertung.

## Bestzeiten
- 10 km Straßengehen: 42:34 Minuten, 7. August 1995 in Göteborg
- 20 km Straßengehen: 1:31:21 Stunden, 17. Juni 2000 in Eisenhüttenstadt
- 3000 Meter Bahngehen (Halle): 12:39,45 Minuten, 5. Februar 1993 in Budapest

## Familie
Mária Urbanik ist mit dem viermaligen Olympiateilnehmer im Gehen Sándor Urbanik verheiratet.